# Порт-Орфорд (Орегон)
Порт-Орфорд (англ. Port Orford) — місто (англ. city) в США, в окрузі Каррі штату Орегон. Населення — 1146 осіб (2020).

## Географія
Порт-Орфорд розташований за координатами 42°44′57″ пн. ш. 124°29′53″ зх. д. / 42.74917° пн. ш. 124.49806° зх. д. (42.749276, -124.498118).  За даними Бюро перепису населення США в 2010 році місто мало площу 4,15 км², з яких 4,04 км² — суходіл та 0,12 км² — водойми.

### Клімат
Місто знаходиться у зоні, котра характеризується середземноморським кліматом. Найтепліший місяць — серпень із середньою температурою 15.7 °C (60.3 °F). Найхолодніший місяць — грудень, із середньою температурою 8.4 °С (47.1 °F).
| Клімат Порт-Орфорда     | Клімат Порт-Орфорда | Клімат Порт-Орфорда | Клімат Порт-Орфорда | Клімат Порт-Орфорда | Клімат Порт-Орфорда | Клімат Порт-Орфорда | Клімат Порт-Орфорда | Клімат Порт-Орфорда | Клімат Порт-Орфорда | Клімат Порт-Орфорда | Клімат Порт-Орфорда | Клімат Порт-Орфорда | Клімат Порт-Орфорда |
| Показник                | Січ.                | Лют.                | Бер.                | Квіт.               | Трав.               | Черв.               | Лип.                | Серп.               | Вер.                | Жовт.               | Лист.               | Груд.               | Рік                 |
| Абсолютний максимум, °C | 24,4                | 25,6                | 25,6                | 28,9                | 32,8                | 31,1                | 36,1                | 35,6                | 33,9                | 31,7                | 24,4                | 26,7                | 36,1                |
| Середній максимум, °C   | 12,2                | 12,9                | 13,2                | 14,1                | 16,1                | 17,9                | 19,7                | 20,3                | 19,9                | 17,5                | 13,9                | 12,3                | 15,8                |
| Середня температура, °C | 8,5                 | 8,8                 | 9,2                 | 9,9                 | 11,9                | 13,9                | 15,5                | 15,7                | 15,1                | 12,8                | 10,1                | 8,4                 | 11,7                |
| Середній мінімум, °C    | 4,7                 | 4,8                 | 5,2                 | 5,8                 | 7,8                 | 9,8                 | 11,3                | 11,2                | 10,2                | 8,2                 | 6,2                 | 4,6                 | 7,4                 |
| Абсолютний мінімум, °C  | −6,1                | −7,2                | −2,8                | −2,2                | −0,6                | −2,2                | 3,9                 | 1,7                 | 2,2                 | −2,2                | −4,4                | −10,6               | −10,6               |
| Норма опадів, мм        | 303                 | 214                 | 225                 | 146                 | 89                  | 50                  | 13                  | 27                  | 42                  | 119                 | 275                 | 322                 | 1826                |
| Днів з опадами          | 19                  | 16                  | 17                  | 15                  | 10                  | 7                   | 3                   | 4                   | 5                   | 11                  | 18                  | 19                  | 144                 |
| Днів зі снігом          | 0                   | 0,1                 | 0                   | 0                   | 0                   | 0                   | 0                   | 0                   | 0                   | 0                   | 0                   | 0,1                 | 0,2                 |
| ----------------------- | ------------------- | ------------------- | ------------------- | ------------------- | ------------------- | ------------------- | ------------------- | ------------------- | ------------------- | ------------------- | ------------------- | ------------------- | ------------------- |
| Джерело: Weatherbase    |                     |                     |                     |                     |                     |                     |                     |                     |                     |                     |                     |                     |                     |

## Демографія
Згідно з переписом 2010 року, у місті мешкали 1133 особи в 603 домогосподарствах у складі 285 родин. Густота населення становила 273 особи/км².  Було 767 помешкань (185/км²).
Расовий склад населення:
| - 93,3 % — білих - 1,4 % — корінних американців - 0,6 % — чорних або афроамериканців - 0,5 % — азіатів |

До двох чи більше рас належало 3,3 %. Частка іспаномовних становила 4,3 % від усіх жителів.
За віковим діапазоном населення розподілялося таким чином: 11,8 % — особи молодші 18 років, 59,4 % — особи у віці 18—64 років, 28,8 % — особи у віці 65 років та старші. Медіана віку мешканця становила 54,7 року. На 100 осіб жіночої статі у місті припадало 92,4 чоловіків;  на 100 жінок у віці від 18 років та старших — 91,7 чоловіків також старших 18 років.
Середній дохід на одне домашнє господарство  становив 38 468 доларів США (медіана — 30 296), а середній дохід на одну сім'ю — 48 739 доларів (медіана — 40 833). За межею бідності перебувало 36,1 % осіб, у тому числі 72,8 % дітей у віці до 18 років та 21,9 % осіб у віці 65 років та старших.
Цивільне працевлаштоване населення становило 310 осіб. Основні галузі зайнятості: роздрібна торгівля — 23,9 %, сільське господарство, лісництво, риболовля — 19,7 %, мистецтво, розваги та відпочинок — 15,8 %.